# Dušan Slávik
Dušan Slávik (10. ledna 1922 Bratislava – 19. dubna 1992 Brno) byl slovenský a československý účastník slovenského národního povstání, politik, poválečný poslanec Prozatímního Národního shromáždění za Demokratickou stranu, pak za Stranu svobody. Po roce 1948 politicky pronásledovaný a vězněný komunistickým režimem. Za normalizace aktivní jako disident.

## Biografie
Za druhé světové války působil v odboji, podílel se na Slovenském národním povstání. Po potlačení povstání byl zajat Němci a odsouzen k trestu smrti, ale díky pomoci přátel se mu podařilo uprchnout.
Po osvobození se zapojil do politického života. V letech 1945–1946 byl poslancem Prozatímního Národního shromáždění za Demokratickou stranu, respektive za Zväz slovenskej mládeže. V dubnu 1946 vystoupil z klubu Demokratické strany a přešel do poslaneckého klubu nově utvořené Strany svobody. V parlamentu setrval do parlamentních voleb v roce 1946.
Po únorovém převratu v roce 1948 byl pronásledovaný komunistickým režimem. V roce 1949 byl zatčen a odsouzen k trestu smrti. Trest mu byl zmírněn na doživotí. Propuštěn byl na amnestii v roce 1960. Nemohl najít práci a hrozilo mu stíhání za příživnictví. Státní bezpečnost ho opakovaně nutila ke spolupráci a uvalovala na něj vazbu. Před propuštěním podepsal závazek spolupráce s StB. Slávikovo jméno se po roce 1989 objevilo mezi agenty Státní bezpečnosti. Následný skandál přispěl k jeho smrti. Po propuštění z věznice vykonával dělnická povolání, od roku 1968 byl právníkem v podniku Investprojekt, odkud musel ovšem znovu odejít po začátku normalizace. Pak byl právníkem sítě dětských vesniček SOS, později zůstal opět bez řádné práce. Během roku 1968 byl zakládajícím členem klubu politických vězňů K 231. Za normalizace se angažoval v disentu.
V prosinci 1989 byl členem přípravného výboru, který se podílel na obnovení Československé sociální demokracie.
Byl synem meziválečného politika a ministra vnitra Juraje Slávika.